# Жанажол (Жангалинський район)
Жанажо́л (каз. Жаңажол) — село у складі Жангалинського району Західноказахстанської області Казахстану. Адміністративний центр Жанажольського сільського округу.
У радянські часи село називалось Мокринське.
Населення — 834 особи (2021; 1128 у 2009, 1122 у 1999, 950 у 1989).